# باشگاه فوتبال الاتحاد
الاتحاد (به عربی: نادي الاتحاد) یک باشگاه ورزشی در شهر جده، عربستان سعودی است. تیم فوتبال الاتحاد یکی از ۱۹ تیم حاضر در لیگ حرفه ایی عربستان است و یکی از پرافتخارترین و پرهوادارترین باشگاه‌های فوتبال این کشور به حساب می‌آید. این باشگاه در تاریخ ۴ ژانویه ۱۹۲۷ میلادی تأسیس شده‌است و قدیمی‌ترین باشگاه در کشور عربستان سعودی محسوب می‌شود. الاتحاد با دو قهرمانی پیاپی در لیگ قهرمانان آسیا در سال‌های ۲۰۰۴ و ۲۰۰۵ و یک نایب قهرمانی در سال ۲۰۰۹ از تیم‌های پرافتخار این مسابقات می‌باشد. همچنین الاتحاد درسال ۲۰۰۵ به مقام چهارمی جام باشگاه‌های جهان رسید.
این باشگاه همچنین پیش از آن در سال ۱۹۹۹ به مقام قهرمانی در مسابقات جام برندگان جام آسیا دست یافته‌است.
این باشگاه در سال ۱۹۹۹ نایب قهرمان سوپرجام آسیا شد. همچنین باشگاه الاتحاد ۱۰ بار به مقام قهرمانی جام پادشاهی عربستان و ۲ بار به مقام نایب قهرمانی سوپر جام عربستان دست یافته‌است.
این تیم ۱۰ بار به مقام قهرمانی لیگ حرفه‌ای فوتبال عربستان نیز رسیده‌است که پس از باشگاه‌های الهلال دومین تیم پرافتخار در این لیگ به حساب می‌آید. ازجمله بازیکنان برتر این تیم انگولو کانته و کریم بنزما و فابینو هستند.

## بازیکنان
تا تاریخ اکتبر ۲۰۲۳
| شماره |               | پست       | بازیکن               |
| ----- | ------------- | --------- | -------------------- |
| ۱     | عربستان سعودی | دروازه‌بان | عبدالله المعیوف      |
| ۴     | عربستان سعودی | مدافع     | عمر هوساوی           |
| ۵     | ایتالیا       | مدافع     | لوئیز فلیپه          |
| ۶     | عربستان سعودی | هافبک     | سلطان الفرحان        |
| ۷     | فرانسه        | هافبک     | انگولو کانته         |
| ۸     | برزیل         | هافبک     | فابینیو              |
| ۹     | فرانسه        | مهاجم     | کریم بنزما (کاپیتان) |
| ۱۲    | عربستان سعودی | مدافع     | زکریا هوساوی         |
| ۱۳    | عربستان سعودی | مدافع     | مهند الشنقیطی        |
| ۱۴    | عربستان سعودی | هافبک     | عوض الناشری          |
| ۱۵    | عربستان سعودی | مدافع     | حسن کادش             |
| ۱۶    | عربستان سعودی | هافبک     | فیصل الغامدی         |
| ۱۷    | عربستان سعودی | هافبک     | مروان الصحفی         |
| ۱۹    | عربستان سعودی | مدافع     | ترکی الجعدی          |
| ۲۰    | عربستان سعودی | مدافع     | احمد شراحیلی         |

| شماره |               | پست       | بازیکن            |
| ----- | ------------- | --------- | ----------------- |
| ۲۱    | عربستان سعودی | دروازه‌بان | عبدالله الجدعانی  |
| ۲۴    | عربستان سعودی | هافبک     | عبدالرحمن العبود  |
| ۲۵    | عربستان سعودی | مدافع     | سویلم المنهالی    |
| ۲۸    | عربستان سعودی | مدافع     | احمد بامسعود      |
| ۲۹    | عربستان سعودی | هافبک     | فرحه الشمرانی     |
| ۳۳    | عربستان سعودی | مدافع     | مد الله العلیان   |
| ۳۴    | برزیل         | دروازه‌بان | مارسلو گرویی      |
| ۴۰    | عربستان سعودی | هافبک     | البرا عداوی       |
| ۴۴    | مصر           | هافبک     | نورالدین البحار   |
| ۵۱    | عربستان سعودی | دروازه‌بان | فیصل العیسی       |
| ۵۲    | عربستان سعودی | مهاجم     | طلال حاجی         |
| ۷۰    | عربستان سعودی | مهاجم     | هارون کمارا       |
| ۷۷    | عربستان سعودی | هافبک     | صالح العمری       |
| ۸۸    | عربستان سعودی | دروازه‌بان | اسامه المرمش      |
| ۹۰    | برزیل         | مهاجم     | رومارینیو         |
| ۹۹    | مراکش         | مهاجم     | عبدالرزاق حمدالله |

## بازیکنان برجسته
- کریم بنزما
- انگولو کانته
- فابینیو
- عبدالرزاق حمدالله
- رومارینیو
- ژوتا

## افتخارات
الاتحاد یکی از موفق‌ترین باشگاه‌های عربستان سعودی است که دارای ۳۹ افتخار رسمی است که ۳۲ مورد آن داخلی است. این باشگاه با ۶ دبل لیگ و حذفی در تاریخ لیگ عربستان رکورد دار است. علاوه بر موفقیت‌های قاره ای، این باشگاه یکی از تنها سه باشگاه آسیایی است که دو بار متوالی قهرمان لیگ قهرمانان آسیا شده‌است.

### افتخارات
- ۱۰ قهرمانی جام پادشاهی عربستان
- ۱۰ قهرمانی لیگ حرفه ای فوتبال عربستان
- ۸ قهرمانی جام ولیعهد عربستان
- ۳ قهرمانی جام فدراسیون عربستان
- ۲ قهرمانی لیگ قهرمانان آسیا
- ۱ قهرمانی جام برندگان جام آسیا
- ۱ قهرمانی جام قهرمانان باشگاه‌های خلیج فارس
- ۱ قهرمانی جام قهرمانان باشگاه‌های عربی
- ۲ قهرمانی سوپر جام عربستان و مصر
- ۱ قهرمانی سوپر جام فوتبال عربستان سعودی
- ۲ نایب قهرمانی سوپر جام فوتبال عربستان سعودی
- ۱ نایب قهرمانی سوپر جام آسیا
- ۱ نایب قهرمانی لیگ قهرمانان آسیا
- مقام چهارمی جام باشگاه‌های جهان
- مجموع: ۳۹ جام

| تورنمنت                     | قهرمان                                                               |
| --------------------------- | -------------------------------------------------------------------- |
| لیگ برتر                    | (۱۰) بار: ۱۹۸۲، ۱۹۹۷، ۱۹۹۹، ۲۰۰۰، ۲۰۰۱، ۲۰۰۳، ۲۰۰۷، ۲۰۰۹، ۲۰۲۳، ۲۰۲۵ |
| جام پادشاه                  | (۱۰) بار: ۱۹۵۸، ۱۹۵۹، ۱۹۶۰، ۱۹۶۳، ۱۹۶۷، ۱۹۸۸، ۲۰۱۰، ۲۰۱۳، ۲۰۱۸، ۲۰۲۵ |
| سوپر جام                    | (۱) بار: ۲۰۲۲                                                        |
| لیگ قهرمانان                | (۲) بار: ۲۰۰۴، ۲۰۰۵                                                  |
| جام برندگان جام آسیا        | (۱) بار: ۱۹۹۹                                                        |
| جام ولیعهد عربستان          | (۸) بار: ۱۹۵۸٬۱۹۵۹٬۱۹۶۳٬۱۹۹۱٬۱۹۹۷٬۲۰۰۱٬۲۰۰۴٬۲۰۱۷                     |
| جام فدراسیون عربستان        | (۳) بار: ۱۹۸۶٬۱۹۹۷٬۱۹۹۹                                              |
| لیگ قهرمانان خلیج فارس      | (۱) بار:۱۹۹۹                                                         |
| جام قهرمانان باشگاه‌های عربی | (۱) بار:۲۰۰۵                                                         |
| سوپر جام مصر و عربستان      | (۲) بار:۲۰۰۱ و ۲۰۰۳                                                  |
| مجموع                       | ۳۹ جام                                                               |

## مربیان پیشین
- مانوئل ژوزه
- گابریل کالدرون
- برونو متسو
- آنتونلو کوکورددو
- اسکار برناردی
- دتمار کرامر
- محمود الجوهری
- جوسپه دوسنا
- تومیسلاو ایویچ
- وحید خلیلهوژیچ
- تونی اولیویرا